# Йигер, Джина
Джина Йигер (англ. Jeana Yeager; род. 18 мая 1952 года, Форт-Уэрт, Техас, США) — американская лётчица. Вместе с Диком Рутаном совершила первый беспосадочный кругосветный полёт без дозаправки на самолёте «Вояджер» 14-23 декабря 1986 года. Полёт занял 9 дней, 3 минуты и 44 секунды. Дальность полёта составила 40 211 км, что вдвое превышало мировой рекорд дальности полёта установленный на бомбардировщике Boeing B-52 в 1962 году. За этот рекорд лётчица была награждена Гражданской медалью президента (1986), Трофеем Хэрмона, медалью де Лаво Международной авиационной федерации и стала первой женщиной, получившей Трофей Колье. Также награждена Медалью Эдварда Лонгстрета Института Франклина в 1988 году.

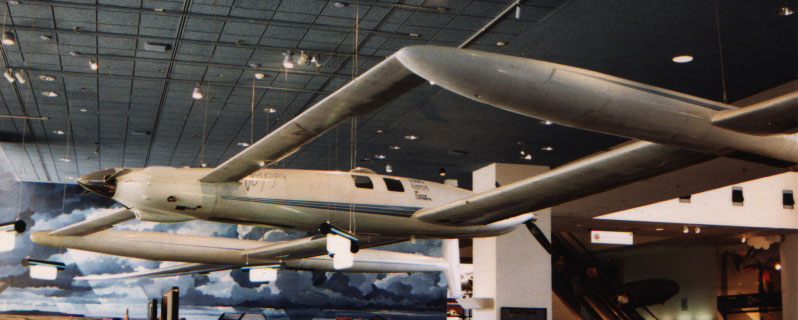
The Rutan Voyager

## Биография
Родилась 18 мая 1952 года в Форт-Уэрте, шт. Техас, где провела детство. В возрасте 19 лет вышла замуж за офицера полиции. Развелась спустя пять лет, в 1977 году. После развода переехала в г. Санта-Роза, шт. Калифорния. Работала чертёжником и геодезистом в компании, специализировавшейся на геотермальной энергии. В 1978 году получила лицензию пилота. В начале карьеры пилотировала вертолёты.
В 1978 году получила место чертёжника в компании Project Private Enterprise известного конструктора ракетной техники Боба Труа (en. Bob Truax). Целью компании было создание полностью многоразового космического корабля.
С братьями Рутан познакомилась в 1980 году во время авиашоу в пустыне Мохаве в Калифорнии и была приглашена на работу в их компании в качестве пилота-испытателя. В начале 1980-х годов установила четыре рекорда скорости на самолётах Rutan EZ.

## Интересные факты
У Джины есть известный однофамилец, пилот-испытатель Чак Йегер, первым преодолевший скорость звука в управляемом горизонтальном полёте.